# Glenea padangensis
Glenea padangensis là một loài bọ cánh cứng trong họ Cerambycidae.